# Francesco Giacomo Tricomi
Francesco Giacomo Tricomi (5 de mayo de 1897 - 21 de noviembre de 1978) fue un matemático italiano, conocido por sus estudios sobre ecuaciones en derivadas parciales de tipo mixto. También fue autor de un libro sobre ecuaciones integrales.

## Semblanza

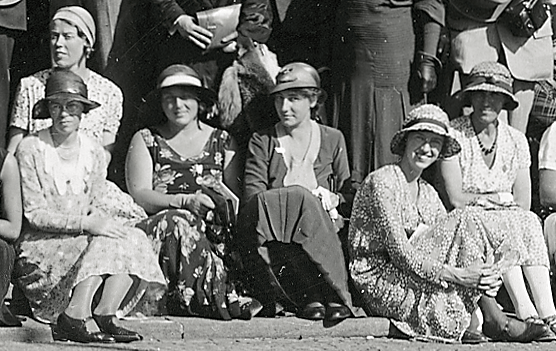
La esposa de Tricomi (tercera desde la derecha) acompañó a su marido en el ICM de 1932

Tricomi nació en Nápoles en 1897. Era hijo de Arturo Tricomi, ingeniero y arquitecto, profesor extraordinario de la universidad de esa ciudad, y de Corinna Di Lustro. Completó sus estudios secundarios hasta los dieciséis años en el Instituto Tecnológico de Nápoles, tras lo que se matriculó en la Universidad de Bolonia, donde realizó cursos de química durante un año, antes de decidirse por cursar estudios de física matemática en 1914-1915. Tras darse cuenta de que prefería las matemáticas a la química, regresó a Nápoles en 1915, donde se matriculó en el tercer año de matemáticas en la Universidad de Nápoles. Siguió los cursos de Roberto Marcolongo y Gabriele Torelli.
Sus estudios se vieron interrumpidos cuando se alistó en agosto de 1916 en el ejército italiano durante la Primera Guerra Mundial. Se formó como oficial en la Academia Militar de Turín hasta el 1 de abril de 1917, combatiendo a continuación en la región de Carso, en el río Piave y el monte Grappa.
Graduado en la Universidad de Nápoles Federico II en 1918, posteriormente fue asistente de Francesco Severi, primero en Padua y después en Roma. Más adelante, reclamado  por Giuseppe Peano, obtuvo en Turín una plaza de profesor, cargo que ocupó hasta su jubilación en 1967.
Fue orador invitado del Congreso Internacional de Matemáticos celebrado en 1928 en Bolonia y en 1932 en Zurich. De 1943 a 1945 y de 1948 a 1951 trabajó en el Instituto Tecnológico de California de Pasadena, donde colaboró en la confección del manual de funciones especiales del Bateman Manuscript Project, junto con Arthur Erdélyi, Wilhelm Magnus y Fritz Oberhettinger.
Tricomi era miembro de la Academia Nacional de los Linces y de la Accademia delle Scienze di Torino (Academia de Ciencias de Turín), de la que también fue presidente.

## Publicaciones seleccionadas
- Vorlesungen über Orthogonalreihen, Springer Science+Business Media, Berlín, 1955 (traducción de: Serie ortogonali di funzioni, Istituto Editoriale Gheroni, 1948)[7]
- Ecuaciones integrales, Dover, Nueva York, 1985, ISBN 0486648281; 1st edition. 1957.[8]
- Equazioni diferenziali, 3.ª edición, Boringhieri, 1961 (traducido por  Elizabeth McHarg al inglés como Differential Equations. NY: Hafner. 1961.); 1st edition. Torino: G. Einaudi. 1948.[9] 2nd edition. 1953.[10]
- Carlo Ferrari[11] y Francesco Giacomo Tricomi, Aerodinamica transonica, Cremonese, Roma, 1962 ISBN 8870833658
- Funzioni Analitiche, Nicola Zanichelli Editore, Bolonia, 1961 (reimpresión de la 2.ª ed.); 1st edition. 1937.[12] 2nd edition. 1946.[13]
- Lezioni sulle funzioni ipergeometriche confluenti, Gheroni, Torino, 1952[14]
- Funzioni ipergeometriche confluenti, Cremonese, Roma, 1954[15]
- Funzioni ellittiche, Nicola Zanichelli Editore, Bolonia, 1937[12]
- Lezioni di analisi matematica, CEDAM, 1965, ISBN 8813319509
- Esercizi e complementi di analisi matematica, CEDAM, 1951
- Lezioni sulle equazioni a derivate parziali, Editrice Gheroni Torino, 1954[16]
- Equazioni a derivate parziali, Edizioni Cremonese, Roma, 1957[17]
- A. Erdélyi, W. Magnus F. Oberhettinger, F. G. Tricomi, Funciones trascendentales superiores (3 vols.), McGraw Hill Education, Nueva York, 1953 (de parte del  Bateman manuscript project)
- A. Erdélyi, W. Magnus F. Oberhettinger, F. G. Tricomi, Tablas de transformaciones integrales, McGraw Hill Education, Nueva York, 1954 (por parte del  Bateman manuscript project)
- Tricomi, Francesco G. (1967), La mia vita di matematico attraverso la cronistoria dei miei lavori. (Bibliografia commentata 1916–1967), Padua: CEDAM – Casa Editrice Dott. Antonio Milani, pp. XII+172, ISBN 978-88-13-32679-1, MR 0274255, Zbl 0199.28603.